# Будря
Будря (рум. Budrea) — село у повіті Бузеу в Румунії. Входить до складу комуни Раковіцень.
Село розташоване на відстані 121 км на північний схід від Бухареста, 24 км на північ від Бузеу, 87 км на захід від Галаца, 106 км на схід від Брашова.

## Населення
За даними перепису населення 2002 року у селі проживали 305 осіб. Усі жителі села рідною мовою назвали румунську.
Національний склад населення села:
| Національність | Кількість осіб | Відсоток |
| -------------- | -------------- | -------- |
| румуни         | 287            | 94,1%    |
| цигани         | 18             | 5,9%     |